# Kazuo Shii
Kazuo Shii (志位 和夫 Shii Kazuo?) (29 de julio de 1954) es un político japonés,  presidente del Partido Comunista de Japón (PCJ) desde el año 2000.

## Primeros años
Shii nació en Yotsukaido, en la prefectura de Chiba, siendo hijo de dos profesores de escuela. Se graduó en Física e Ingeniería por la Universidad de Tokio. Se unió al Partido Comunista durante su primer año como universitario y se convirtió en un participante activo del ala estudiantil del Partido. Tras su graduación, comenzó a trabajar en el Comité Local del PCJ en Tokio como responsable del movimiento estudiantil, principalmente en la Universidad de Waseda. Kazuo Shii forma parte del Comité Central del PCJ desde 1982.

## Carrera política
En 1990 Shii se convirtió en el responsable del Secretariado y fue elegido miembro de la Cámara de Representantes de Japón en 1993. En el Congreso del PCJ que se celebró en el año 2000, Kazuo Shii fue elegido Presidente del Partido.
Shii se convirtió en el primer presidente del PCJ que visitó Corea del Sur y en el primer político japonés que visitaba la Prisión de Seodaemun. Allí rindió tributo a la memoria de los activistas anticolonialistas coreanos que fueron encarcelados durante la ocupación japonesa de Corea.
En 2020 Shii denunció a la República Popular China, afirmando que "los errores del liderazgo chino son extremadamente serios. Esta acción no les hace merecedores del nombre de Partido Comunista", en referencia a las acciones del Gigante Asiático en el Mar de China Meridional.

## Vida privada
Shii toca el piano; afirma que la música es "parte de su vida" y consideró en su juventud dedicarse profesionalmente a ello. Cuando estaba a punto de comenzar sus estudios universitarios, dudaba entre Música o Física, eligiendo finalmente la carrera científica. Shii afirma que sus compositores favoritos son Franz Schubert y Dmitri Shostakovich.